# Sounders
Sounders är ett svenskt dansband från Kungälv, och består av Henrik Gillenheim (klaviatur, sång), André Polgary (sång, gitarr, saxofon), Per-Anders Larsson (Gitarr, sång) och Christer Rosenius (trummor).
Tidigare medlemmar är bland andra Christer Sosa (trummor), Staffan Cederqvist (klaviatur och sång), Christer Olsson numera Swenman (klaviatur), Stig Gustavsson (sång, gitarr), Bo Karlsson (bas), Roland Johansson (trummor), Karl-Åke Bohlin (sång, gitarr), Bertil Högberg (trummor), Kenny Samuelsson (sång, gitarr), Lars Karlsson (sång, gitarr), Roland Nilsson  (bas), Karin Karlsson (sång), Kent och Åsa (Sång) Henriksson (Sång, Gitarr), Andrea Lundh (sång), Johan Belfrage (trummor), Kent Bytoft (sång, gitarr), Simon Spejare (gitarr) samt Bosse Möllberg med flera. 
Dansbandet Sounders bildades redan 1974 (med "smygpremiär" i Norge) av Christer Olsson/Swenman, Stig Gustavsson, Bosse Karlsson, Karl-Åke Bohlin och Roland Johansson och har genom åren blivit ett etablerat klassiskt dansband. Bandet spelar mestadels i södra och mellersta Sverige, Norge samt kryssningsfartygen på Östersjön. Från debuten med albumet "1975" samma år har bandet släppt totalt 16 album och ett stort antal singlar. 
Sounders har samarbetat med bland andra Lasse Lönndahl (gästsolist under ett antal turnéer), Bosse Larsson, Lars (Kurtan) Brandeby. Dessutom har bandet förgyllt danskvällarna med korta roliga showinslag och även haft egna mycket omtyckta Elvis-shower. 
Repertoaren består av kända låtar från 50-talet till dagens hits. Elvis-låtar har en framträdande roll i repertoaren. Andra influenser är Refreshments, Mavericks, Jerry Lee Lewis med flera.